# Heiligenkreuz am Waasen
Heiligenkreuz am Waasen – gmina targowa w Austrii, w kraju związkowym Styria, w powiecie Leibnitz. Liczy 2716 mieszkańców (1 stycznia 2015).